# Naitō Jōsō

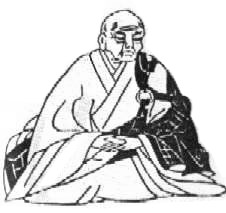
Naitō Jōsō

Naitō Jōsō (japanisch 内藤 丈草; geboren 1662 in der Provinz Owari; gestorben 29. März 1704) war ein japanischer Haiku-Dichter der frühen Edo-Zeit.

## Leben und Wirken
Naitō Jōsō wurde als ältester Sohn von Naitō Genzaemon (内藤 源左衛門) geboren, einem Gefolgsmann des Inuyama-Klans (犬山藩) in der Provinz Owari – heute Präfektur Aichi. Er studierte Chinesisch bei Hozumi Buhei (穂積 武平) und Zen bei Gyokudō Wajō (玉堂 和尚). 1688, im Alter von 27 Jahren verließ er den Klan, wurde Priester und lebte in Kyōto. Im folgenden Jahr wurde er Schüler des Haiku-Dichters Matsuo Bashō. Er scheint von Natur aus ein bequemes Leben geführt zu haben und nannte sich selbst „Ranka“ (懶窩) – etwa „Faulpelz“. Es heißt, dass Bashō, der seine Faulheit bedauerte, weil sein Talent nicht voll zum Tragen kam, sagte: „Wenn dieser Mönch (Jōsō) diesem Weg folgt und ihn sich aneignet, wird er nicht in der Lage sein, Zeit damit zu verbringen, sich mit Menschen zu befassen.“
Jōsō wurde dennoch von seinen Kollegen respektiert, galt er doch als einer der besten Schüler Bashōs. Seine Persönlichkeit zeigt sich auch darin, dass er nach Bashōs Tod drei Jahre lang trauerte, sich dann für weitere drei Jahre in seine Einsiedelei zurückzog und tausendmal die Lotos-Sutra rezitierte, um dessen Tod zu betrauern.
Naitō Jōsō, relativ jung verstorben, wird zu den „Zehn besten Schülern von Bashō“ (蕉門十哲, Shōmon jittetsu) gezählt. Er hinterließ die Haiku-Sammlung „Jōsō Hokku-shū“ (丈草俳句集).